# Borovina
Borovina es un género de foraminífero bentónico considerado un sinónimo posterior de Jadammina de la subfamilia Jadammininae, de la familia Trochamminidae, de la superfamilia Trochamminoidea, del suborden Trochamminina, y del orden Trochamminida. Su especie tipo era Borovina zernovi. Su rango cronoestratigráfico abarcaba el Holoceno.

## Discusión
Clasificaciones previas incluían Borovina en el suborden Textulariina del orden Textulariida. Otras clasificaciones lo han incluido en el orden Lituolida.

## Clasificación
Borovina incluye a la siguiente especie:
- Borovina zernovi